# Det stora fågeläventyret
Det stora fågeläventyret är en svensk realityserie på SVT från 2017. I programmet tävlar sju kända svenskar i fågelskådning tillsammans med en fågelskådare. Programledare är Martin Emtenäs. I programmet tävlade Anders Bagge, Martina Haag, Daniel Norberg, Armand Krajnc, Bathina Philipson, Henrik Kruusval och Vanessa Falk. Domare var Gigi Sahlstrand. Tävlingen vanns av Daniel Norberg och fågelskådaren Donat Hullman. Programmet sågs i snitt av 800 000. Det finns inga planer på fler säsonger. Programmet blev nominerat till Kristallen 2017 i kategorin årets dokusåpa.